# Wappen des Königreichs Jugoslawien

Wappen des Königreichs Jugoslawien

Das Wappen des Königreichs Jugoslawien (bis 1929: Königreich der Serben, Kroaten und Slowenen) entstand aus den bis dahin gebräuchlichen Wappen der Serben, Kroaten und Slowenen.

## Beschreibung
In Rot ein goldbewehrter, goldgezungter silberner Doppeladler mit aufgelegtem Wappenschild, auf dem rechts der rote Schild geviert durch ein silbernes durchgehendes Kreuz von je einem hochgestellten goldenen Feuerstahl bewinkelt ist (Serbien) und links der rot–weiß geschachte Schild (Kroatien) gegenliegt und der blaue Schildfuß einen silbernen liegenden Halbmond mit drei goldenen Sternen  darüber (Slowenien) zeigt. Auf dem Schild, vom roten hermelingefütterten Wappenzelt mit Königskrone umgeben, ist ebenfalls die Königskrone.
Symbolik: Das Wappen repräsentierte die drei Völker des Königreichs: Serben, Kroaten und Slowenen. Bosniaken, oder auch Muslime, wurden als Muslimische Serben oder Muslimische Kroaten bezeichnet. Mazedonier und Montenegriner wurden als Serben bezeichnet und Albaner galten nicht als Minderheit.
Aus dem Serbischen Kreuz, der Kroatischen Šahovnica und dem Slowenischen Wappen, welches damals aus drei sechszackigen Sternen über einem Flor bestand, wurde das neue Wappen gebildet. Der wichtigste Unterschied war, dass das Wappen dreigeteilt war: Der Schild des Wappens Serbiens, das Wappen Kroatiens und das damalige Wappen Sloweniens.